# 中国足球协会室内五人制足球超级联赛
中国足球协会五人制足球超级联赛，简称中五超联赛或五超联赛，是由中国足球协会从2016年开始主办的中国室内五人制足球顶级职业联赛。

## 历史
2016年，中国足球协会决定改制五人制足球联赛，新设室内五人制足球超级联赛作为顶级联赛，原室内五人制足球甲级联赛参赛球队被拆分为超级和甲级两级联赛，并实行升降级制度，并由双循环制改为三阶段赛制。首届赛事有10支球队参与，采用主客场双循环进行常规赛。常规赛前4名进入季后赛，季后赛采取半决赛3场2胜和决赛5场3胜淘汰赛决出冠军，冠军将参加亚足联五人制足球俱乐部锦标赛。

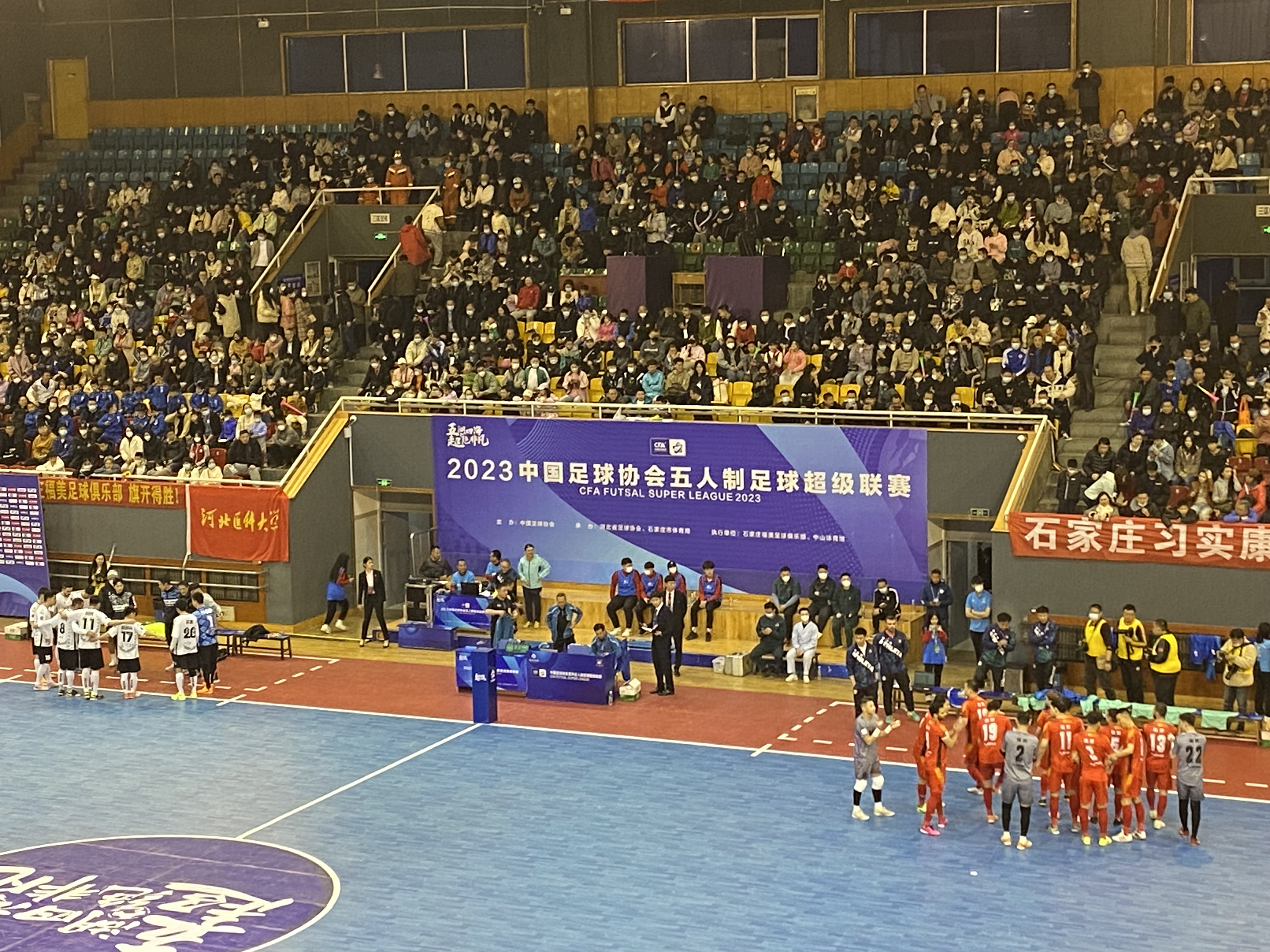
2023年五超联赛会场

2017—2018赛季，联赛取消季后赛，改为三循环赛制，主客场和赛会集中制穿插安排，其中18轮为主客场，9轮为赛会制。2018—2019赛季，联赛扩军至12队。2019—2020赛季，参赛球队数目改为11队，外援注册规则由最多可报名和同时上场2人，且其中1人为亚洲外援改为最多报名2人但只能上场1人，并计划取消赛会制安排，但因2019冠状病毒病中国大陆疫情取消主客场改为封闭进行的赛会制，该赛季直到11月18日才结束。在此背景下，2021年，联赛取消跨年，并有限开放观众入场，参赛球队缩水为10队，让中国足协通过增加升级名额的方式让2022年联赛参赛球队回到12队。2023年，联赛恢复主客场，并要求参赛俱乐部须建立U19梯队才可准入。

## 历届成绩

### 最终名次
| 届次 | 赛季      | 冠军         | 亚军             | 季军           |
| ---- | --------- | ------------ | ---------------- | -------------- |
| 1    | 2016—2017 | 大连普区湖大 | 武汉三峡地龙     | 深圳南岭铁狼   |
| 2    | 2017—2018 | 深圳南岭铁狼 | 大连普区湖大     | 珠海名实       |
| 3    | 2018—2019 | 深圳南岭铁狼 | 珠海名实         | 青岛辰熙       |
| 4    | 2019—2020 | 深圳南岭铁狼 | 杭州吴越钱唐     | 大连普区湖大   |
| 5    | 2021      | 杭州吴越钱唐 | 深圳南岭铁狼     | 石家庄福美     |
| 6    | 2022      | 深圳南岭铁狼 | 宁波慈溪观海卫   | 石家庄福美     |
| 7    | 2023      | 深圳南岭铁狼 | 杭州钱唐湖大     | 嘉定交发工程大 |
| 8    | 2024      | 深圳南岭铁狼 | 杭州临平吴越钱唐 | 石家庄福美     |

### 降级球队
| 届次 | 赛季      | 球队           | 球队           |
| ---- | --------- | -------------- | -------------- |
| 1    | 2016—2017 | 甘肃麦斯力     | 成都电子科大   |
| 3    | 2018—2019 | 新疆师大亚贝西 | 河南中科运动城 |
| 4    | 2019—2020 | 青岛辰熙       | 珠海名实       |
| 5    | 2021      | 辽宁宫焙       |                |
| 6    | 2022      | 湛江锐虎湖师大 | 呼伦贝尔雪狼   |
| 7    | 2023      | 肇庆奥动丽州   | 乌兰察布齐乐   |
| 8    | 2024      | 山西太原翔宇   | 台州路桥       |

注：2017年至2018年赛季参加升降级附加赛五超联赛队伍均获得胜利，因而无降级队伍。